# Iga Cembrzyńska
Iga Cembrzyńska, tên thật Maria Elżbieta Cembrzyńska (sinh ngày 2 tháng 7 năm 1939 tại Radom) là nữ diễn viên Ba Lan. Bà cũng là nhà biên kịch, đạo diễn, ca sĩ, nhà soạn nhạc và nhà sản xuất phim, và có công ty sản xuất của riêng mình mang tên Iga Film.

## Sự nghiệp
Bà theo học tại Đại học Nicolaus Copernicus ở Toruń,  Khoa Triết học. Năm 1962 bà tốt nghiệp Học viện nghệ thuật sân khấu quốc gia Aleksander Zelwerowicz ở Warszawa. Nữ diễn viên từng biểu diễn ở nhiều sân khấu như: Powszechny, Ateneum và nhà hát Hài kịch ở Warszawa.
Năm 1964, ca khúc Intymny świat do bà trình bày tại Liên hoan Opole lần thứ 2 nhận được giải 3 ở hạng mục: Cabaret và ca khúc giải trí. Năm 1965, bà cùng Bohdan Łazuka giành được giải 2 tại Liên hoan Opole lần thứ 2Liên hoan Opole lần thứ 3 cho phần trình diễn ca khúc W siną dal. Năm 1966 bà xuất hiện trong chương trình Divertimento op. 3 Szelesty jesienne của Jeremy Przybora.
Năm 1979, bà được trao tặng huy hiệu "Nhà hoạt động văn hóa ưu tú" .
Ngày 15 tháng 3 năm 2016, cuốn sách "Mój intymny świat" (Tạm dịch: Thế giới thân mật của tôi) xuất bản. Nội dung của cuốn sách là cuộc phỏng vấn giữa Iga Cembrzyńska với Magdalena Adaszewska.

### Đời tư
Chồng đầu của bà là triết gia Andrzej Kasia . Bà kết hôn với đạo diễn Andrzej Kondratiuk từ đầu những năm 1980.

## Danh sách phim đã đóng
1. Salto (1965)
2. The Saragossa Manuscript, Rękopis znaleziony w Saragossie (1965)
3. Komedia z pomyłek (1967) (TV)
4. Stawka większa niż życie (1 tập, series truyền hình)
5. Ściana czarownic (1967)
6. Jowita (1967)
7. Hydrozagadka (1970) (TV)
8. Motodrama (1971)
9. Skorpion, Panna i Łucznik (1973)
10. Jak to się robi (1974)
11. Smuga cienia (1976)
12. Pełnia (1980)
13. Levins Mühle (1980)
14. Gwiezdny pył (1982)
15. Hotel Polan und seine Gäste (1982) (TV)
16. Yokohama (1982)
17. Klakier (1983)
18. Krzyk (1983)
19. Engagement (1984) (TV)
20. Widziadło (1984) (lồng giọng)
21. Cztery pory roku (1985)
22. Big Bang (1986) (TV)
23. Rajska jabłoń (1986)
24. Dziewczęta z Nowolipek (1986)
25. Siekierezada (1986)
26. Pay Off (1987) (TV)
27. Crimen (1988)
28. Powroty (1989)
29. Mleczna droga (1991) (TV)
30. Ene
31. Panna z mokrą głową (1994)
32. Wrzeciono czasu (1995)
33. Słoneczny zegar (1997)
34. Córa marnotrawna (2001)
35. Szycie na goraco (2004) (TV)
36. Bar pod młynkiem (2005) (TV)
37. Na dobre i na złe (1 tập, series truyền hình)

## Bài hát
- Mówiłam żartem (Jarosław Abramow-Newerly chuyển thể từ bài thơ của Agnieszka Osiecka)
- Intymny świat (nhạc sĩ Andrzej Bień chuyển thể từ bài thơ của Ryszard Wojtyłło)